# Misios

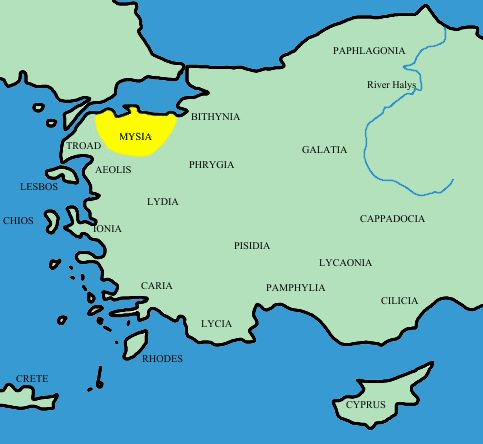
Tierra de los misios, que dan el nombre histórico de la región de Misia en el noroeste de Anatolia.

Los misios (en latín: Mysi, en griego antiguo: Μυσοί) eran los habitantes de Misia, una región en el noroeste de Asia Menor.

## Orígenes según autores antiguos
La primera mención la da Homero en la Ilíada, en su lista de aliados troyanos y según quien los misios lucharon en la guerra de Troya bajo el mando de Cromis y Ennomus el Augur. Los describe como lanceros con corazón de león que luchaban con sus propias manos.
Heródoto en sus Historias escribió que los misios habían sido conquistados por los lidios, y que eran hermanos de los carios y los lidios, originalmente colonos lidios en su país, y como tales, tenían derecho a adorar junto a sus naciones relativas en el santuario dedicado al Zeus cario en Milas. También menciona un movimiento de misios y pueblos asociados desde Asia a Europa aún antes de la Guerra de Troya, en el que los misios y teucros habrían cruzado el Bósforo hacia Europa y, tras conquistar toda Tracia, siguieron adelante hasta que llegaron al mar Jónico, mientras que hacia el sur llegaron hasta el río Peneo. Heródoto agrega un relato y una descripción de posterior de los misios que lucharon en el ejército del rey persa Darío I.
Estrabón en su Geographica informa que, según sus fuentes, por la religión de los misios  se abstenían de comer cualquier ser vivo, incluso de sus rebaños, y que utilizaban como alimento miel, leche y queso. Entre ellos había además ascetas llamados ctistae. Citando al historiador Xanthus, también informa que el nombre de la gente se deriva del nombre lidio del árbol oxya (haya).

## Lengua misia
Poco se sabe sobre el idioma misio. Según Estrabón su idioma era, en cierto modo, una mezcla de los idiomas lidio y frigio. Como tal, el idioma misio podría ser un idioma del grupo de Anatolia . Sin embargo, un pasaje de Ateneo sugiere que el idioma misio era similar al idioma paeoniano apenas documentado de Paeonia, al norte de Macedonia.
En Üyücek, cerca de Kütahya, se encontró una breve inscripción que podría estar en misio y que data de entre los siglos V y III a. C., que parece incluir palabras indoeuropeas, pero no ha sido descifrada.